# Паньков, Николай Александрович
Николай Паньков (6 февраля 1975 — 20 февраля 2014) — участник Евромайдана, активист «Правого сектора». Герой Украины (2014, посмертно).

## Биография
Николай Панькив родился 6 февраля 1975 в селе Лапаевка Пустомытовского района Львовской области. Жил в селе Холодноводка Пустомытовского района Львовской области. Занимался частной предпринимательской деятельности.
Без отца осталось двое несовершеннолетних детей.
Похоронен на кладбище в с. Лапаевке Пустомытовского района Львовской области.

## На Майдане
Последний раз поехал в Киев вечером 18 февраля 2014 года. Погиб от пули снайпера. Скончался по дороге в больницу 20 февраля 2014 года.

## Память
Прощание состоялось 22.02 в 19:00 в с. Лапаевка. Похороны состоялись 23.02 в 14:00 в с. Лапаевка.

### Награды
- Звание Герой Украины с вручением ордена «Золотая Звезда» (21 ноября 2014, посмертно) — за гражданское мужество, патриотизм, героическое отстаивание конституционных принципов демократии, прав и свобод человека, самоотверженное служение Украинскому народу, обнаруженные во время Революции достоинства[1]
- Медаль «За жертвенность и любовь к Украине» (УПЦ КП, июнь 2015) (посмертно)[2]